# Frank Schöbel

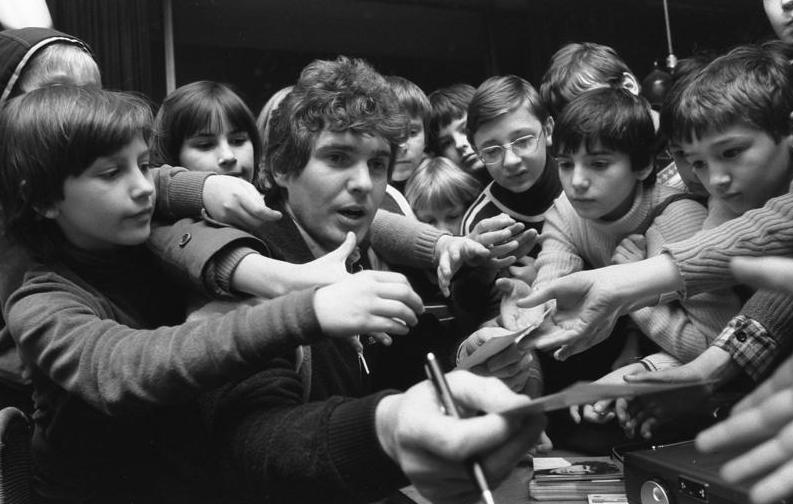
Frank Schöbel bei einer Autogrammstunde in Berlin, 1980

Frank-Lothar Schöbel anhörenⓘ(* 11. Dezember 1942 in Leipzig) ist ein deutscher Schlagersänger, Komponist, Musikproduzent, Autor und Schauspieler. Mit Titeln wie Wie ein Stern, Gold in deinen Augen und Ich geh vom Nordpol zum Südpol zu Fuß zählte er zu den erfolgreichsten Interpreten der DDR. Zusammen mit Aurora Lacasa und den beiden gemeinsamen Töchtern nahm er 1985 die LP Weihnachten in Familie auf, das meistverkaufte Album der DDR-Musikgeschichte. Über zwei Millionen Exemplare wurden bis 2019 verkauft.

## Privates

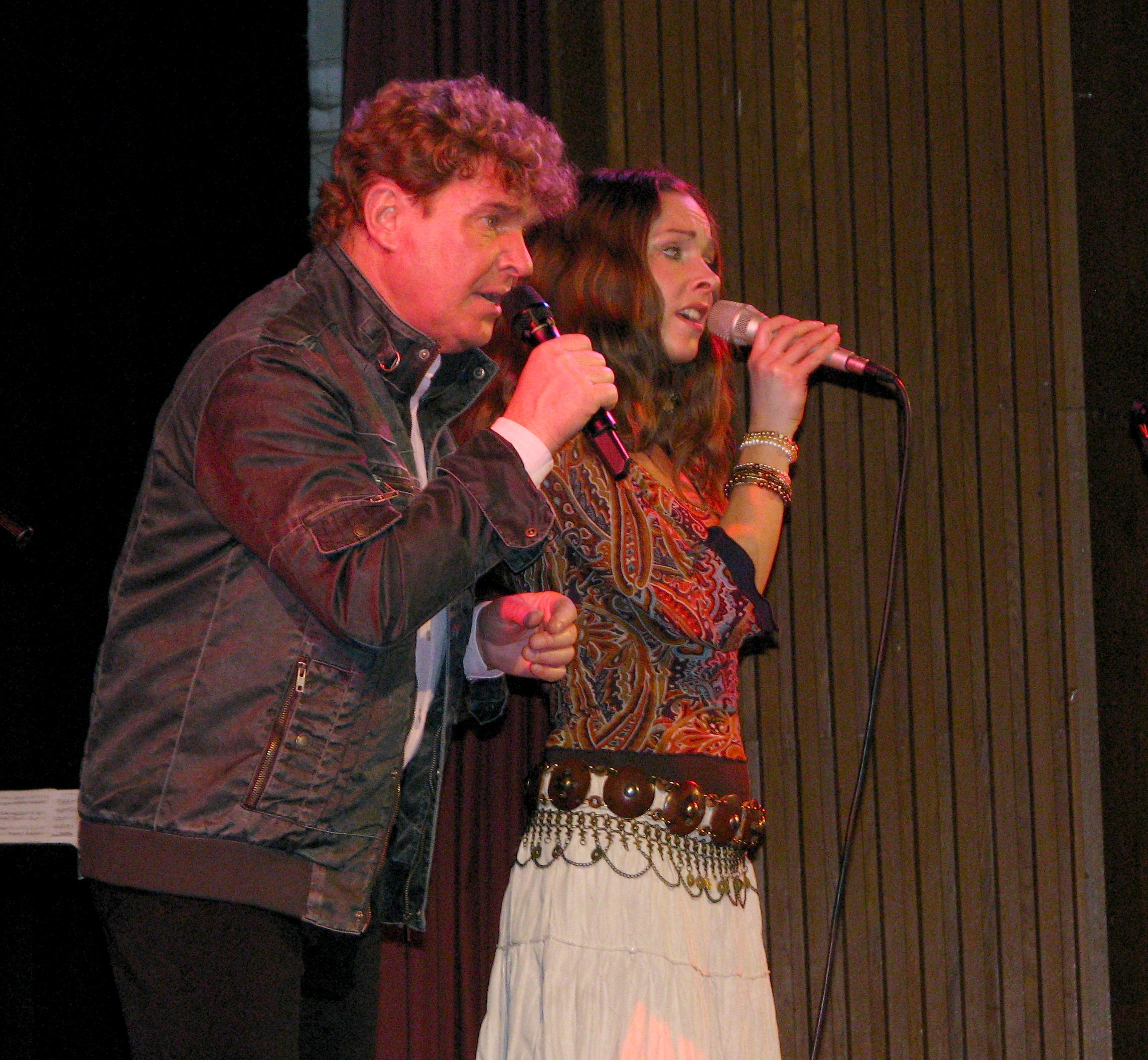
Frank Schöbel und Tochter Dominique Lacasa bei einem Konzert, Anfang 2010

Frank Schöbel ist der zweite Sohn der Opernsängerin Käthe Brinkmann; sein Vater war der Jurist Johannes Schöbel, der 1948 im Speziallager Nr. 1 Mühlberg des NKWD starb. Sein älterer Bruder ist Hanns-Peter. Zwei Tanten waren Sängerinnen. Sein Onkel war der Moderator Herbert Küttner.
Schöbel war von 1966 bis 1974 mit der Schlagersängerin Chris Doerk verheiratet. Aus dieser Ehe ging der Sohn Alexander Schöbel (* 1968) hervor. Ab Mitte der 1970er Jahre lebte er mit Aurora Lacasa zusammen. Aus dieser Beziehung gingen die beiden Töchter Dominique (* 1976) und Odette Lacasa (* 1978) hervor. Dominique ist ebenfalls als Sängerin erfolgreich. Verheiratet war Schöbel mit Aurora Lacasa nie. Sie trennten sich 1996. Im Jahr 2002 wurde Schöbels Tochter Liv Cosma geboren.
1998 erschien seine Autobiografie Frank und frei im Verlag Das Neue Berlin. Frank Schöbel lebt in Berlin-Mahlsdorf, wo er sich ein kleines Tonstudio eingerichtet hat. Er spielt in der Ü-70-Fußballmannschaft des BSV Eintracht Mahlsdorf.

## Karriere

### DDR
Schöbels musikalisches Talent wurde bereits in frühen Jahren entdeckt. Als Siebenjähriger besuchte er den Vorbereitungslehrgang für den Thomanerchor, trat in diesen jedoch nicht ein, weil sein Interesse eher der Popmusik galt. Er absolvierte eine Lehre zum Mechaniker, erste Station seiner Musikerlaufbahn war das Erich-Weinert-Ensemble der Nationalen Volksarmee (NVA). Die Karriere als kommerzieller Musiker begann Schöbel in der DDR der 1960er Jahre. Von 1965 bis 1973 drehte er vier DEFA-Musikfilme, von denen Joachim Haslers Heißer Sommer, bei welchem er die Hauptrolle des jungen Kais spielte, zum Kultfilm avancierte. Zweimal gewann er zusammen mit seiner damaligen Ehefrau Chris Doerk als Musiker-Duett Chris und Frank den Schlagerwettbewerb der DDR, 1967 mit Lieb mich so, wie dein Herz es mag und 1969 mit Abends in der Stadt.
Ab 1971 trat er auch als Moderator in Franks Beatkiste, der ersten Rockmusik-Wertungssendung im Radio, auf dem Deutschland-Sender auf. Im Januar 1972 war er Gast in der allerersten Ausgabe der Samstagabendshow Ein Kessel Buntes und moderierte diese Sendung später einmalig im September 1980.
Auch im Jahr 1971 hatte er mit Wie ein Stern seinen ersten großen Erfolg in ganz Deutschland. Das ostdeutsche Plattenlabel Amiga verkaufte 400.000, das westdeutsche Label Philips über 150.000 Singles. Das reichte in der Bundesrepublik Deutschland für Platz 37 der Singlecharts, wo sich Wie ein Stern fünf Wochen halten konnte. Schöbel wurde daraufhin vom NDR im Mai 1972 in die Sendung Musik aus Studio B eingeladen und hatte als erster DDR-Schlagersänger Auftritte in der Bundesrepublik Deutschland.

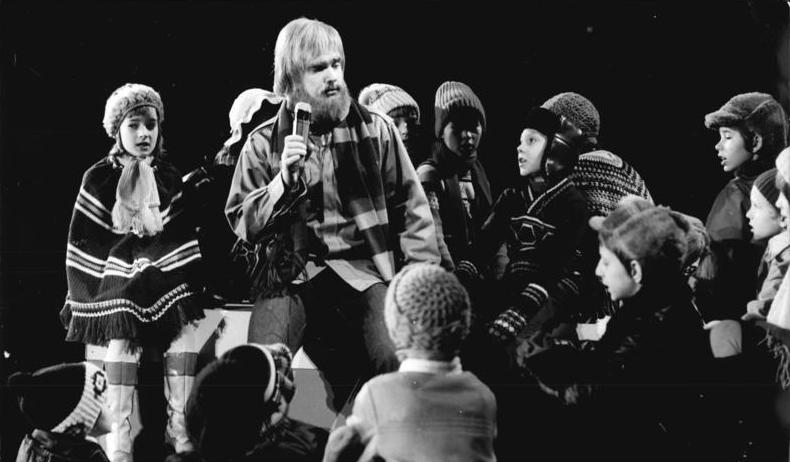
Frank Schöbel bei der Kinderrevue im Palast der Republik, 1976

Ebenfalls 1971 erschien mit dem Titel Gold in deinen Augen, den Arndt Bause eigens für ihn komponierte, ein weiterer Verkaufserfolg. 1973 veröffentlichte er das Lied Ich geh’ vom Nordpol zum Südpol, welches ebenfalls aus der Feder von Bause stammt und sich zu einem Hit entwickelte.
Bei der Eröffnungsfeier der Fußball-Weltmeisterschaft 1974 in der Bundesrepublik Deutschland trat Schöbel als Repräsentant der DDR im Frankfurter Waldstadion auf. Auch die Nationalmannschaft des DFV der DDR nahm 1974 anlässlich der einzigen WM-Teilnahme des Staates die Fußball-Hymne Ja, der Fußball ist rund wie die Welt gemeinsam mit ihm auf. Das zweite Lied war Freunde gibt es überall.
1975 veröffentlichte Schöbel mit Komm wir malen eine Sonne sein erstes Kinderalbum, unter anderem mit einem Lied über Tokei-ihto.
1975 sang Schöbel gemeinsam mit seiner damaligen Lebensgefährtin Aurora Lacasa auf der zu Kuba gehörenden Ernst-Thälmann-Insel das für die DDR-Fernsehsendung Unterwegs mit Musik – Kuba (Erstausstrahlung am 13. Dezember 1975) komponierte Lied Insel im Golf von Cazones. 1985 nahm er Gemeinsam mit ihr und den beiden gemeinsamen Töchtern Dominique und Odette Lacasa die LP Weihnachten in Familie, die als der meistverkaufte Amiga-Tonträger gilt. 1988 erhielten Schöbel und Lacasa dafür den Preis „Goldene Amiga“. Zur Platte entstand eine gleichnamige Fernsehsendung, die am 24. Dezember 1985 im Fernsehen der DDR ausgestrahlt wurde.
Im März 1984 erschien Schöbels Musikprojekt Alt wie die Welt. Für dieses Projekt gelang es ihm seinerzeit alle 420 Gesangskünstler der ehemaligen DDR zu versammeln, die über einen sogenannten Berufsausweis verfügten – ein bislang ungekrönter Weltrekord. Im Dezember 1984 war Schöbel an der Seite von Gerd E. Schäfer und Gisela May in der Rolle des singenden Hausmeisterssohn Udo in der Fernsehkomödie Drei reizende Schwestern: Familienfest mit Folgen im Fernsehen der DDR zu sehen und war gleichzeitig für die Musik der Filmproduktion zuständig. Zwischen 1971 und 1986 wurde er zehnfach vom Publikum zum Fernsehliebling gewählt.
1987 sang Schöbel das Lied Die Fans sind eine Macht. Im Mai 1989 gelang ihm ein weiterer Erfolg, als sich der Titel Wir brauchen keine Lügen mehr in den deutschen Airplaycharts auf Position 80 platzierte. Am 31. Dezember 1991 stand er für die letzte Sendung des Deutschen Fernsehfunks vor der Kamera, bei der er gemeinsam mit Herbert Köfer den „Bottelmeier“-Sketch spielte.

### Nach der Wende
Nach dem großen Erfolg der LP Weihnachten in Familie und der dazugehörigen Fernsehsendung entstanden in späteren Jahren weitere Folgen sowie 1994 die CD Fröhliche Weihnachten in Familie. 1995 bekam er als erster Sänger die Goldene Henne. Von 1992 bis 2019 war Frank Schöbel Gastgeber der alljährlich zum Heiligabend ausgestrahlten Sendung Fröhliche Weihnachten mit Frank im MDR-Fernsehen.
Das 1975 von ihm interpretierte Kinderlied Komm wir malen eine Sonne sang er 2005 zusammen mit Bürger Lars Dietrich und Star Search-Gewinner Daniel erneut ein. 2007 hatte er einen Gastauftritt als Rockmusiker in der ARD-Serie In aller Freundschaft. 2008 nahm er gemeinsam mit dem Schauspieler Herbert Köfer einige Musikstücke auf, die er auf einem Hörbuch veröffentlichte. Im Februar 2016 schrieb er für Köfer gemeinsam mit Burkhard Lasch, Texter der DDR-Rockband Puhdys, anlässlich des 95. Geburtstages Herbert Köfers das Lied Was wäre, wenn? 2012 bekam er erneut eine Goldene Henne verliehen; diesmal für sein Lebenswerk. 2017 wurde aus dem Admiralspalast in Berlin eine Gala anlässlich seines 55. Berufsjubiläum gesendet. Seit 2021 wird am Boulevardtheater Dresden Die Frank Schöbel Story mit Liedern des Sängers aufgeführt. Im selben Jahr bekam er den Smago! Award verliehen.
Frank Schöbel wird aktuell (Stand: Juni 2021) von Uwe Kanthak gemanagt, der auch der Manager von Helene Fischer ist.

## Trivia
In Heiner Carows Film Coming Out von 1989 werden Frank Schöbels Lieder Wie ein Stern und Gold in deinen Augen in einer Szene in der Kneipe „Zum Burgfrieden“ gespielt. In dem mit einem Oscar prämierten Spielfilm Das Leben der Anderen des Regisseurs Florian Henckel von Donnersmarck von 2006 wird Schöbels Lied Wie ein Stern in einer Szene in einem Ost-Berliner Lokal als Hintergrundmusik eingespielt, um die populäre Musikszene der damaligen Zeit – die Filmszene spielt 1984 – zu charakterisieren. 2009 wurde das Lied Gold in deinen Augen in dem Fernsehkrimi Ein starkes Team: La Paloma von Jaecki Schwarz und Florian Martens interpretiert.

## Diskografie

### Alben
- 1968 Heißer Sommer (mit Chris Doerk)
- 1969 Chris & Frank (mit Chris Doerk)
- 1971 Für unsere Freunde (mit Chris Doerk)
- 1972 Wie ein Stern
- 1972 Hallo Dolly
- 1973 Nicht schummeln, Liebling! (mit Chris Doerk, ein Titel gemeinsam mit den Puhdys)
- 1973 Frank Schöbel
- 1974 Freunde gibt es überall
- 1975 Die großen Erfolge
- 1975 Songs für dich
- 1975 Komm, wir malen eine Sonne
- 1977 Ich bleib’ der Alte
- 1978 Frank
- 1980 Frank International
- 1981 Wovon ich träume
- 1982 Das Jubiläumsalbum
- 1985 Weihnachten in Familie
- 1986 Ich brauch dich so
- 1989 Wir brauchen keine Lügen mehr
- 1994 Fröhliche Weihnachten in Familie
- 1995 Jetzt oder nie
- 1998 frank und frei. belächelt, bekannt, beknackt – CD zum Buch
- 2000 Heimliche Träume
- 2002 Leben… so wie ich es mag
- 2004 Fröhliche Weihnachten mit Frank
- 2006 Egal was passiert (enthält u. a. ein Duett mit Frank Zander)
- 2010 Am schönsten ist es Weihnachten… in Familie
- 2011 Komm, wir malen eine Tanne
- 2012 Lieder meines Lebens
- 2014 Sternenzeiten
- 2016 Unvergessen – Die Hits unserer Herzen
- 2018 Endlich Weihnacht
- 2019 Wir leben los
- 2021 Ich bin wieder da

### Singles
- 1964 Looky-Looky
- 1964 Blonder Stern
- 1964 Party-Twist
- 1964 Teenager-Träume
- 1965 Außer Rand und Band
- 1965 Baby, du bist o.k.
- 1966 Schau lieber weg
- 1966 Es gibt nicht nur dich
- 1966 Gib nicht auf
- 1967 Lieb mich so, wie dein Herz es mag (mit Chris Doerk)
- 1967 Für mich bist du passé
- 1967 Woher willst du wissen, wer ich bin
- 1967 Gabriele / Ein großer, bunter Schmetterling
- 1968 Nur im Böhmerwald
- 1968 Papa – Bostella
- 1968 … einmal in der Woche
- 1968 Mädchen, du bist schön
- 1969 Verzeih den Kuß
- 1969 Abends in der Stadt
- 1970 Komm, komm, komm
- 1970 Links von mir, rechts von mir
- 1970 Die schönste Geschichte der Welt
- 1970 Der Mädchenchor / Es gibt soviel Schönes im Leben
- 1971 Gold in deinen Augen
- 1971 Wie ein Stern
- 1972 Als sei nichts geschehn…
- 1972 How Do You Do
- 1972 Nur wer das Feuer kennt
- 1972 Wer die Erde liebt[18]
- 1973 Ich geh’ vom Nordpol zum Südpol
- 1973 Get Down
- 1974 Skydiver
- 1974 Ooh Baby
- 1974 Dein letzter Brief
- 1974 Freunde gibt es überall (Schöbel singt den Titelsong auf der Eröffnungsfeier der Fußball-Weltmeisterschaft 1974)
- 1975 Komm, wir malen eine Sonne
- 1975 Danke schön
- 1975 Alles im Eimer
- 1977 O Lady
- 1978 Rock ist wieder da
- 1979 Kristina
- 1979 Saved by the Bell / Zwei schöne Jahre
- 1980 Man kann sich dran gewöhnen
- 1981 Frank Schöbel EP
- 1984 Alt wie die Welt
- 1984 Wenn ein Stern verlischt
- 1985 Wir fliegen mit dem Wind
- 1985 1. FC Union
- 1987 Die Fans sind eine Macht
- 1989 Wir brauchen keine Lügen mehr
- 1990 Zusammengehör’n (mit Aurora Lacasa)
- 1991 Ohne dich
- 1991 Millionen Herzen
- 1993 Wir brauchen neue Träume
- 1994 Fröhliche Weihnachten in Familie
- 1995 Jetzt oder nie
- 2000 Der Sommer mit dir
- 2000 Zeit zum Kuscheln
- 2000 Heimliche Träume
- 2001 Löwen vor
- 2006 Jedes Mal
- 2005 Steh auf und leb dein Leben
- 2006 Spiegelbild
- 2007 Ich will dich
- 2008 Lass es einmal richtig krachen
- 2009 Wir gehören zusammen
- 2011 Hautnah (Single)
- 2011 Du bleibst ein Teil meines Lebens (mit Chris Doerk)
- 2012 Einer von uns
- 2012 Schreib es mir in den Sand (Version 2012)
- 2012 Wie ein Stern 2012
- 2012 Ich bin für dich da
- 2013 Deine Augen
- 2013 Ich warte auf dich
- 2014 Du bist vom anderen Stern
- 2014 Ich kenne dich aus Sternenzeiten
- 2014 Hast du deine Tabletten genommen?
- 2016 Das ist der Moment
- 2016 Endlich Weihnacht
- 2016 Wir haben gelebt
- 2019 Wir leben los
- 2020 Danke liebe Freunde!
- 2021 Endlich Sommer
- 2022 Ohne dich, geht’s einfach nicht!

### Kompilationen
- 1993: Seine Hits der sechziger Jahre
- 1993: Seine Hits der siebziger Jahre
- 1993: Seine Hits der achtziger Jahre
- 1994: Gold
- 1996: Gold 2
- 1996: Mädchen du bist schön
- 1999: Die schönsten Balladen
- 1999: Seine Hits der neunziger Jahre
- 1999: Die schönsten Balladen
- 2000: Die schönsten Balladen und Lovesongs
- 2000: Schlager-Rendezvous
- 2000: Nur das Beste
- 2000: Einmal Himmel und zurück
- 2002: Wie ein Stern. Die 40 schönsten Songs zum Jubiläum
- 2003: Augenblicke
- 2007: Dieter Thomas Heck präsentiert „Hautnah“
- 2007: Hits, Songs und Raritäten
- 2007: Die große Jubiläumsedition
- 2008: Links von mir, rechts von mir – Die Duette (mit Chris Doerk)
- 2012: Hautnah

### Videoalben
- Frank Schöbel: Das Beste aus Weihnachten in Familie (Zett-Records), Folge 1 (DE: Gold)

## Filmografie
- 1966: Reise ins Ehebett
- 1967: Meine Freundin Sybille (Musiknummern der Figur Ronny)
- 1967: DEFA 70
- 1967: Hochzeitsnacht im Regen
- 1968: Heißer Sommer
- 1970: Hart am Wind (Musiknummer der Figur Peter Drews)
- 1972: Nicht schummeln, Liebling!
- 1984: Drei reizende Schwestern: Familienfest mit Folgen (Fernsehreihe)
- 1992–2019: Fröhliche Weihnachten mit Frank (als Schauspieler und Moderator)
- 2008: In aller Freundschaft (Fernsehserie, Folge 391: Drogen, Sex und Rock ’n’ Roll)
- 2022: Rote Rosen (Fernsehserie, Folgen 3627–3629)

## Autobiografien
- Frank Schöbel: Frank und frei. Die Autobiographie. Verlag Das Neue Berlin, Berlin 1998 (mit CD, ISBN 3-360-00847-2); Aufbau Verlag, Berlin 2000, ISBN 3-7466-1382-5.
- Frank Schöbel: Danke, liebe Freunde! Verlag Bild und Heimat, Berlin 2022, ISBN 978-3-95958-329-9.

## Auszeichnungen
- 1964: Nationalpreis der DDR, III. Klasse für Kunst und Literatur
- 1971: Erster Preis beim Internationalen Schlagerfestival sozialistischer Länder Dresden
- 1971, 1973, 1974, 1975, 1980, 1981, 1982, 1986: Fernsehliebling (zehnmal insgesamt)[19]
- 1972: Kunstpreis der DDR
- 1987: Kunstpreis der Stadt Leipzig
- 1995; und 2012: Goldene Henne
- 2021: Smago! Award
- 2022: Schlager Radio, Preis für das Lebenswerk[20]
- 2025: Eins der Besten-Lebenswerk-Preis[21]